# Skottskada
Skottskada är ett medicinskt trauma orsakat av en kula eller hagelsvärm från ett skjutvapen. Skador kan inkludera blödning, fraktur, organskada, infektion eller förlust av förmågan att röra en eller flera kroppsdelar. Skadornas omfattning beror på vilken kroppsdel som skadats, kulans väg genom kroppen, skjutvapnets mynningshastigheten och kulans vikt och typ. Långvariga komplikationer kan inkludera blyförgiftning och posttraumatiskt stressyndrom.